# Старорябкинское сельское поселение
Старорябкинское се́льское поселе́ние — муниципальное образование в Краснослободском районе Мордовии Российской Федерации.
Административный центр — село Старая Рябка.

## История
Образовано в 2005 году в границах сельсовета.
Законом от 27 ноября 2008 года, было упразднено Новозубаревское сельское поселение (сельсовет), а входившие в его состав населённые пункты были включены в Старорябкинское сельское поселение (сельсовет).

## Население
| 2002 | 2010 | 2012 | 2013 | 2014 | 2015 | 2016 |
| ---- | ---- | ---- | ---- | ---- | ---- | ---- |
| 747  | ↘662 | ↘647 | ↘627 | ↘608 | ↘594 | ↘574 |
| 2017 | 2018 | 2019 | 2020 | 2021 |      |      |
| ↘571 | ↘561 | ↘558 | ↘538 | ↗585 |      |      |

## Состав сельского поселения
| № | Населённый пункт   | Тип населённого пункта | Население |
| - | ------------------ | ---------------------- | --------- |
| 1 | Мордовские Полянки | село                   | ↘107      |
| 2 | Нагорное Шенино    | деревня                | ↘11       |
| 3 | Новое Зубарево     | село                   | ↘182      |
| 4 | Старая Рябка       | село                   | ↘223      |
| 5 | Шапкино            | деревня                | ↘139      |